# Željka Čižmešija
Željka Čižmešija, née le 19 octobre 1970 à Zagreb, est une patineuse artistique yougoslave puis croate, qui participe aux Jeux olympiques d'hiver de 1988 et 1992.

## Biographie

### Carrière sportive
Željka Čižmešija représente son pays la Yougoslavie à quatre mondiaux juniors (1983 à Sarajevo, 1984 à Sapporo, 1985 à Sarajevo et 1986 à Colorado Springs), six championnats européens (1986 à Copenhague, 1987 à Sarajevo, 1988 à Prague, 1989 à Birmingham, 1990 à Léningrad et 1991 à Sofia), six mondiaux seniors (1986 à Genève, 1987 à Cincinnati, 1988 à Budapest, 1989 à Paris, 1990 à Halifax et 1991 à Munich) et aux Jeux olympiques d'hiver de 1988 à Calgary.
Le 7 mars 1990, lors des mondiaux 1990, elle est la dernière patineuse à exécuter une figure imposée dans une compétition internationale (le taïwanais David Liu étant auparavant devenu le dernier patineur masculin à le faire). Elle  reçoit un certificat pour ce fait historique dans l'histoire du patinage.
Après l'indépendance de la Croatie le 25 juin 1991, elle représente son nouveau pays aux Jeux olympiques d'hiver de 1992 à Albertville et aux mondiaux 1992 à Oakland.
Elle arrête les compétitions sportives après les mondiaux de 1992.

### Famille
Željka Čižmešija a un frère, Tomislav Čižmešija, patineur artistique de haut-niveau qui concourt en simple messieurs lors des Jeux olympiques de 1992.

## Palmarès
| Compétition                   | 1983    | 1984    | 1985    | 1986    | 1987    | 1988    | 1989    | 1990    | 1991    | 1992    |  |  |  |  |  |  |  |  |  |
| Jeux olympiques d'hiver       |         |         |         |         |         | 22e     |         |         |         | 25e     |  |  |  |  |  |  |  |  |  |
| Championnats du monde         |         |         |         | 21e     | 16e     | 22e     | 17e     | 18e     | 28e     | 32e     |  |  |  |  |  |  |  |  |  |
| Championnats d’Europe         |         |         |         | 16e     | 11e     | 17e     | 11e     | 13e     | 18e     |         |  |  |  |  |  |  |  |  |  |
| Championnats du monde juniors | 12e     | 13e     | 14e     | 16e     |         |         |         |         |         |         |  |  |  |  |  |  |  |  |  |
|                               |         |         |         |         |         |         |         |         |         |         |  |  |  |  |  |  |  |  |  |
| Autres compétitions           | 1982/83 | 1983/84 | 1984/85 | 1985/86 | 1986/87 | 1987/88 | 1988/89 | 1989/90 | 1990/91 | 1991/92 |  |  |  |  |  |  |  |  |  |
| Skate America                 |         |         |         | 14e     | 12e     |         |         |         |         |         |  |  |  |  |  |  |  |  |  |
| Skate Canada                  |         |         |         |         | 6e      | 11e     |         |         |         |         |  |  |  |  |  |  |  |  |  |
| Trophée NHK                   |         |         |         |         | 9e      |         |         |         |         |         |  |  |  |  |  |  |  |  |  |
|                               |         |         |         |         |         |         |         |         |         |         |  |  |  |  |  |  |  |  |  |